# 元気ですか (フラワーカンパニーズの曲)
「元気ですか」（げんきですか）は、日本のバンド・フラワーカンパニーズの10枚目のシングル。

## 解説
- 前作より約1か月半でのリリース。
- 中国放送のテレビ番組『元就。』のオープニングテーマに使われ続けている。

## 収録曲
全作詞：鈴木けいすけ　全編曲：フラワーカンパニーズ
1. 元気ですか (4:53)
作曲：フラワーカンパニーズ
2. いい事ありそう (4:39)
作曲：鈴木けいすけ・竹安堅一
3. 元気ですか（オリジナルカラオケ） (4:53)

## 収録アルバム
- Prunes & Custard（#1）
- Singles & More 〜Antinos Years（#1）
- Prunes & Custard+3（#1, #2）
- フラカン入門（#1）